# Mariscal Sucre (Guayas)
Mariscal Sucre ist eine Ortschaft und eine Parroquia rural („ländliches Kirchspiel“) im Kanton Milagro in der ecuadorianischen Provinz Guayas. Die Parroquia besitzt eine Fläche von 54,96 km². Die Einwohnerzahl lag im Jahr 2010 bei 5365.

## Lage
Die Parroquia Mariscal Sucre liegt im Küstentiefland der Provinz Guayas. Der Río Milagro fließt entlang der südlichen Verwaltungsgrenze nach Westen. Der 20 m hoch gelegene Hauptort Mariscal Sucre befindet sich 10 km ostnordöstlich vom Kantonshauptort Milagro sowie 42 km östlich der Provinzhauptstadt Guayaquil.
Die Parroquia Mariscal Sucre grenzt im Westen an das Municipio von Milagro, im Norden und im Osten an die Parroquias Simón Bolívar und Coronel Lorenzo de Garaicoa (beide im Kanton Simón Bolívar) sowie im Süden an die Parroquia Roberto Astudillo.

## Geschichte
Um das Jahr 1900 wurde das Recinto Los Huaques gegründet. Die Parroquia Mariscal Sucre wurde in den Jahren 1933/34 gegründet. Am 18. Juli 1933 wurde die Ordenanza Municipal erstellt. Am 2. April 1934 wurde das Decreto Ejecutivo N° 278 wirksam. Namensgeber war der südamerikanische Unabhängigkeitskämpfer Antonio José de Sucre.